# District de Huinong
Le district de Huinong (惠农区 ; pinyin : Hùinóng Qū) est une subdivision administrative de la région autonome du Ningxia en Chine. Il est placé sous la juridiction de la ville-préfecture de Shizuishan.